# Zuid-Aziatisch kampioenschap voetbal
Het Zuid-Aziatisch kampioenschap voetbal is een regionaal voetbaltoernooi in Azië waar de nationale mannenteams van de leden van de SAFF (South Asian Football Federation) aan deelnemen.
In 1993 werd de eerste editie, met vier deelnemers, als de South Asian Association of Regional Co-operation Gold Cup gespeeld, de tweede editie, met vijf deelnemers, werd in 1995 onder de naam South Asian Gold Cup gehouden. Nadat in 1997 de SAFF was opgericht, werd het toernooi tot het South Asian Football Federation Championship omgedoopt, waarvoor ook de naam South Asian Football Federation Gold Cup, refererend aan de eerste twee edities, wordt gebruikt.
In 2003 werd Afghanistan, op aanbeveling van de AFC, aan het deelnemersveld toegevoegd, in 2005 werd Afghanistan volwaardig lid van de SAFF. In 2014 besloot het land over te stappen naar de nieuw opgerichte Central Asian Football Association.

## SAFF-leden
De acht SAFF-leden zijn de landen op het Indisch Subcontinent aangevuld met de buurstaten Afghanistan en Maldiven.
| Lid        | sinds | Lid       | sinds |
| ---------- | ----- | --------- | ----- |
| Bangladesh | 1997  | Pakistan  | 1997  |
| India      | 1997  | Sri Lanka | 1997  |
| Malediven  | 1997  | Bhutan    | 2000  |
| Nepal      | 1997  |           |       |

| Lid         | periode   |
| ----------- | --------- |
| Afghanistan | 2005-2014 |

## Toernooien
| Editie       | Gastland / speelstad                 | Finale      | Finale         | Finale      | Troostfinale / halve finale | Troostfinale / halve finale | Troostfinale / halve finale |
| Editie       | Gastland / speelstad                 | Winnaar     | Uitslag        | Tweede      | Derde                       | Uitslag                     | Vierde                      |
| ------------ | ------------------------------------ | ----------- | -------------- | ----------- | --------------------------- | --------------------------- | --------------------------- |
| 1993 Details | Lahore (Pakistan)                    | India       | groepsfase     | Sri Lanka   | Nepal                       | groepsfase                  | Pakistan                    |
| 1995 Details | Colombo (Sri Lanka)                  | Sri Lanka   | 1–0            | India       | Bangladesh en Nepal         | Bangladesh en Nepal         | Bangladesh en Nepal         |
| 1997 Details | Kathmandu (Nepal)                    | India       | 5–1            | Malediven   | Pakistan                    | 1–0                         | Sri Lanka                   |
| 1999 Details | Margao, Zuid-Goa (India)             | India       | 2–0            | Bangladesh  | Malediven                   | 2–0                         | Nepal                       |
| 2003 Details | Dhaka (Bangladesh)                   | Bangladesh  | 1–1 (pen. 5–3) | Malediven   | India                       | 2–1                         | Pakistan                    |
| 2005 Details | Karachi (Pakistan)                   | India       | 2–0            | Bangladesh  | Malediven en Pakistan       | Malediven en Pakistan       | Malediven en Pakistan       |
| 2008 Details | Colombo, Malé (Sri Lanka, Malediven) | Malediven   | 1–0            | India       | Bhutan en Sri Lanka         | Bhutan en Sri Lanka         | Bhutan en Sri Lanka         |
| 2009 Details | Dhaka (Bangladesh)                   | India *     | 0–0 (pen. 3–1) | Malediven   | Bangladesh en Sri Lanka     | Bangladesh en Sri Lanka     | Bangladesh en Sri Lanka     |
| 2011 Details | New Delhi (India)                    | India       | 4–0            | Afghanistan | Malediven en Nepal          | Malediven en Nepal          | Malediven en Nepal          |
| 2013 Details | Kathmandu (Nepal)                    | Afghanistan | 2–0            | India       | Malediven en Nepal          | Malediven en Nepal          | Malediven en Nepal          |
| 2015 Details | Trivandrum (India)                   | India       | 2–1            | Afghanistan | Malediven en Sri Lanka      | Malediven en Sri Lanka      | Malediven en Sri Lanka      |
| 2018 Details | Dhaka (Bangladesh)                   | Malediven   | 2–1            | India       | Nepal en Pakistan           | Nepal en Pakistan           | Nepal en Pakistan           |
| 2021 Details | Malé (Malediven)                     | India       | 3–0            | Nepal       | Malediven                   | groepsfase                  | Bangladesh                  |
| 2023 Details | Bangalore (India)                    | India       | 1–1 (pen. 5–4) | Koeweit     | Bangladesh en Libanon       | Bangladesh en Libanon       | Bangladesh en Libanon       |

* 2009: India U23 elftal
* 2021: Pakistan was geschorst en mocht daarom niet deelnemen.
* 2021: Dit toernooi zou eerst in 2020 worden gespeeld in Bangladesh. Daarna zou Nepal gastland zijn.

## Resultaten
| Team        | Kampioen                                                 | Tweede                     | Derde    | Vierde         | Halve finale               |
| ----------- | -------------------------------------------------------- | -------------------------- | -------- | -------------- | -------------------------- |
| India       | 8 (1993, 1997, 1999, 2005, 2009, 2011, 2015, 2021, 2023) | 4 (1995, 2008, 2013, 2018) | 1 (2003) | –              | –                          |
| Malediven   | 2 (2008, 2018)                                           | 3 (1997, 2003, 2009)       | 1 (1999) | –              | 4 (2005, 2011, 2013, 2015) |
| Bangladesh  | 1 (2003)                                                 | 2 (1999, 2005)             |          | –              | 2 (1995, 2009)             |
| Afghanistan | 1 (2013)                                                 | 2 (2011, 2015)             | –        | –              | –                          |
| Sri Lanka   | 1 (1995)                                                 | 1 (1993)                   | –        | 1 (1997)       | 2 (2008, 2009, 2015)       |
| Nepal       | –                                                        | 1 (2021)                   |          | 2 (1995, 1999) | 4 (1993, 2011, 2013, 2018) |
| Koeweit     | –                                                        | 1 (2023)                   | –        | –              | –                          |
| Pakistan    | –                                                        | –                          | 1 (1997) | 2 (1993, 2003) | 2 (2005, 2018)             |
| Bhutan      | –                                                        | –                          | –        | –              | 1 (2008)                   |